# Kona (jeu vidéo)
Pour les articles homonymes, voir Kona.
Kona (précédemment nommé Kôna) est un jeu vidéo d’aventure à la première personne développé et édité par le studio canadien Parabole. Le jeu était disponible en version bêta à partir de janvier 2016 sur Steam. Il sort officiellement le 17 mars 2017 sur Windows, Mac, Linux, PlayStation 4 et Xbox One. Le jeu sort également le 2 août 2020 sur Google Stadia.

## Synopsis
En octobre 1970, Carl Faubert, détective privé de Montréal, est envoyé dans un petit village au Nord-du-Québec pour enquêter sur les étranges phénomènes qui s’y passent.

## Système de jeu
Le jeu se joue à la première personne et en solo. Le joueur doit survivre face au froid et aux dangers qui l’entourent en collectant des ressources, comme du bois pour se chauffer.

## Accueil
Les critiques des médias sont globalement bonnes.